# Knob Sándor
Knob Sándor (Budapest, 1888. január 15. – Budapest, 1967. március 3.) jogász, országgyűlési képviselő, a GYOSZ vezérigazgatója.

## Élete
Kispesti munkáscsaládból származott. Testvére, Knob József iparossegéd első fizetéséből vett egy bőrlabdát az akkor induló kispesti focicsapatnak, ami miatt a későbbi Honvéd első patrónusaként tartják számon.
Közgazdaságtant és jogot végzett.
1918-ban csatlakozott az id. Chorin Ferenc elnök és Fenyő Miksa vezérigazgató által vezetett Gyáriparosok Országos Szövetségéhez (GYOSZ). Rendszeresen publikált, pl. 1920-ban arról, hogy „az első olyan parlament ül össze, mely (...) politikai és gazdasági iskolázottság nélkül veszi kézbe a legválságosabb időben az ország sorsát”.
Részt vett a társadalombiztosítás első intézményeinek kiépítésében.
A 30-as évek elejétől a Nemzetközi Munkaügyi Szervezet (ILO) éves konferenciáján a magyar munkaadók képviselője volt. Megismerte a nemzetközi gazdasági erőviszonyokat, tanúja volt Németországnak a Népszövetségből való kilépésének.
1935-től 1939-ig országgyűlési képviselő. A kormányzó Nemzeti Egység Párt jelöltjeként került be az országgyűlésbe. A dorogi körzetben indult, ahol az ifj. Chorin Ferenc által vezetett Salgótarjáni Kőszénbánya Rt. volt az egyik fő munkaadó (id. Chorin Ferenc emlékét őrzi az itteni Chorin-telep). Gazdasági témákkal foglalkozott. 1935-ben az önálló ipari minisztérium létrehozására vonatkozó törvényjavaslat előadója volt. Az első ipari miniszter Bornemisza Géza lett. 1935-37 között az éves költségvetési törvényjavaslatok ipari fejezetének előadója volt; 1937-ben „a tőke, a nagyipar, a vállalkozás ellen irányuló demagógia elhatalmasodása” miatt háttérbe vonult. 1938. novemberben Imrédy Béla egyre szélsőségesebb politikája ellen tiltakozva sokadmagával kilépett a kormánypárt frakciójából. 1939-ben a második zsidótörvény tárgyalása során – a GYOSZ többi vezetőjéhez hasonlóan – gazdasági adatokkal érvelt a javaslat ellen. Az erősödő német orientációt ellensúlyozni próbáló, Chorin Ferenc által vezetett társaság tagja volt.
1938-tól, amikor a zsidótörvények miatt Fenyő Miksának le kellett mondania tisztjéről, a GYOSZ ügyvezető igazgatója, majd 1943-tól vezérigazgatója lett. 1944-ben a GYOSZ beszüntette tevékenységét; a Chorin-Weiss család – vagyona kényszerű átadásával – elmenekült az országból.
1945-től a GYOSZ ügyvezető igazgatója volt. 1948-ban a GYOSZ beszüntette tevékenységét, Fenyő Miksa elmenekült az országból.
1951-ben kitelepítették a Békés megyei Csanádapácára.
1958-ban – Bornemisza Gézával és Khuen-Héderváry Károllyal együtt, egy 1956 őszén tartott megbeszélésük miatt – másfél év börtönre ítélték.